# Tadeusz Maciejko
Tadeusz Maciejko (ur. 14 maja 1903 w Gwoźdzcu, pow. Kołomyja, zm. w 1979 w Gliwicach) – polski artysta fotograf. Członek Okręgu Śląskiego Związku Polskich Artystów Fotografików. Członek założyciel i prezes Zarządu Gliwickiego Towarzystwa Fotograficznego.

## Życiorys
Tadeusz Maciejko brał aktywny udział w działalności lwowskiego środowiska fotograficznego od 1930 roku. W latach 1933–1939 był członkiem Technicznego Koła Fotografów Amatorów we Lwowie. Był członkiem Lwowskiego Towarzystwa Fotograficznego, powstałego w 1903 roku – na bazie Klubu Miłośników Sztuki Fotograficznej we Lwowie. W 1940 roku został asystentem Jana Alojzego Neumana na Politechnice Lwowskiej, po śmierci Neumana (1941) kontynuował jego pracę – do 1945 roku. W 1942 roku był organizatorem Wydziału Fotograficznego w Szkole Przemysłu Artystycznego we Lwowie. 
W 1945 roku Tadeusz Maciejko zamieszkał w Gliwicach, gdzie w latach 1947–1950 pracował we własnym zakładzie fotograficznym pod nazwą: Gliwicka Agencja Fotograficzna. W 1951 roku był współzałożycielem (m.in. wspólnie z Władysławem Decem i Adam Sheybalem) gliwickiego oddziału Polskiego Towarzystwa Fotograficznego, przekształconego (w 1961 roku) w samodzielne Gliwickie Towarzystwo Fotograficzne. 
W 1953 roku Tadeusz Maciejko został przyjęty w poczet członków rzeczywistych Okręgu Śląskiego Związku Polskich Artystów Fotografików. Jego fotografie znajdują się m.in. w zbiorach Muzeum Historii Fotografii im. Walerego Rzewuskiego w Krakowie.